# Superfosfat
Superfosfat er en form for kunstgødning, som har et højt indhold af letopløseligt fosfat. Der fjernes en hel del fosfor med afgrøderne, og det vil efterhånden fremkalde en udpining af jorden. Manglen på fosfor i jorden efter nogen hundrede års jordbrug kan have været årsag til, at visse tidligere kulturer bukkede under. I dag tilbageføres fosfor derimod systematisk til jordbruget. Man udvinder ca. 75 millioner ton råfosfat hvert år for at omdanne det til gødningsstof. Det forhandles dels som almindeligt superfosfat og dels i en form med tredobbelt fosfatindhold: triplesuperfosfat.[kilde mangler]

## Superfosfatens historie
I 1840 havde Justus von Liebig indledt forsøg med en fremstilling af gødningsstoffer. Han antog, at fosfor var den begrænsende faktor i plantedyrkning, og sammensatte derfor af et "ideelt", fosfatholdigt gødningsstof. Produktet blev imidlertid en fiasko, fordi han undervurderede betydningen af kvælstof ved at gå ud fra, at planterne kunne optage det fra luften, hvor der jo er nok af den. Desuden anbefalede Liebig også en uopløselig form for fosfat for at hindre udvaskning fra jorden. Dermed kom han i en langvarig strid med to engelske kemikere, Lawes og Gilbert, som fandt måder at rette begge disse fejl. De anbefalede i 1842, at man kunne bruge (CaHPO4+CaSO4), lavet ved at behandle benmel med svovlsyre, sådan at råfosfat (Ca3(PO4)2) blev omdannet til calciumhydrogenfosfat (CaHPO4), som er vandopløseligt og mere effektivt som gødningsstof. Denne form blev kaldt superfosfat. En yderligere forbedring fik man ved at opløse superfosfat i fosforsyre, hvorved man fik dannet mere calciumhydrogenfosfat, det såkaldte triple-superfosfat. Hvis man yderligere tilsætter ammoniumfosfat ((NH4)3PO4) får planterne adgang til det nødvendige kvælstof sammen med fosfor.[kilde mangler]